# فلاديمير سولوفيوف (صحفي)
فلاديمير سولوفيوف (بالروسية: Владимир Рудольфович Соловьёв)‏ (و. 1963  م) هو صحفي، ومقدم تلفزيوني، ومقدم برامج إذاعية، ورائد أعمال، ومذيع، وممثل، ومغني، وشخصية عامة، وكاتب، وتربوي، وصحفي الرأي، ومدرس، ومروج دعاية من الاتحاد السوفيتي، وروسيا، ولد في موسكو.

## التعليم
تعلم في National University of Science and Technology MISiS ‏
.

## جوائز
حصل على جوائز منها:
- جائزة التلفزيون الصناعي [الإنجليزية]‏ (2017)
- جائزة التلفزيون الصناعي [الإنجليزية]‏ (2005)
- وسام ألكسندر نيفسكي
- وسام الصداقة الروسي
- نيشان شارة الشرف  [لغات أخرى]‏
- نيشان الشرف

## وصلات خارجية
- فلاديمير سولوفيوف على موقع IMDb (الإنجليزية)
- فلاديمير سولوفيوف على موقع قاعدة بيانات الفيلم (الإنجليزية)
- فلاديمير سولوفيوف على موقع كينوبويسك (الروسية)
- فلاديمير سولوفيوف في قاعدة بيانات الأفلام على الإنترنت